# Soria
Soria è un comune della Spagna di 39 398 abitanti, capoluogo dell'omonima provincia, situata nella comunità autonoma di Castiglia e León. Si trova alla destra del fiume Duero, a 7 km dall'antica Numanzia in un paesaggio aspro e ondulato entro un'ampia gola fra le due colline del Miron, a nord, e del Castello, a sud. La città si estende dal confine naturale del fiume elevandosi verso ovest.
È una pittoresca cittadina ricca di monumenti romanici, già importante nel Medioevo per la sua posizione strategica che la poneva al confine fra i vari regni spagnoli. È sede vescovile con Burgo de Osma (diocesi di Osma-Soria). È argomento del poema La tierra de Alvar Gonzales del celebre poeta e letterato spagnolo Antonio Machado Ruiz (1875-1939), che visse a Soria e fu uno degli esponenti della cosiddetta Generazione del '98. 

## Storia
I primi popoli che abitarono stabilmente la zona furono gli Iberi che, fondendosi con i Celti, diedero luogo ai cosiddetti Celtiberi nel IV secolo a.C.: lo confermano i resti importanti delle città di Numanzia, Oxama e Termanzia. Per ciò che riguarda l'origine del toponimo ci sono le più diverse interpretazioni: secondo alcuni deriverebbe da Oria dal nome di un greco Dorico capo di un gruppo di greci che sarebbe qui giunto dall'Acaia, secondo altri - e sembra sia l'ipotesi più accettabile - deriverebbe da Daurias, dal nome antico del fiume Duero.
Durante l'occupazione romana della Spagna gli abitanti di Soria furono protagonisti di un evento eroico e tragico: i Romani posero l'assedio alla città e la popolazione resistette coraggiosamente fino a quando, non potendo più farlo, diede fuoco alla città ed effettuò un suicidio collettivo di tutti gli abitanti.
La città ricostruita venne occupata alla caduta dell'impero dai Suebi che stabilirono in varie località della zona i loro regni. L'importanza di Soria aumentò con l'arrivo dei Musulmani perché venne a trovarsi al confine fra Cristiani e Musulmani stabilizzatosi nel secolo VIII sul fiume Duero.
Nell'anno 869 Soria fu al centro della storia con la sollevazione di Soliman ben Abus contro il califfo di Cordoba, che inviò suo figlio Hakan a sedarla. Agli inizi del XII secolo il re Alfonso I detto il Battagliero la tolse definitivamente agli Arabi e Soria nel 1134 fu assorbita dal regno del Leon. Per la sua posizione strategica ai confini dei regni di Castiglia, Leon, Navarra e Aragona fu centro dei numerosi conflitti che si verificarono nel Medioevo fra questi regni. Grazie al sostegno dei Soriani Alfonso VIII di Castiglia mantenne l'indipendenza del regno di Leon e come ringraziamento elargì alla città diversi privilegi che essa conservò fino in epoca moderna.
Agli inizi del XII secolo iniziò per Soria un periodo di floridezza: la città si popolò e divenne capoluogo di diversi paesi costituenti la Terra di Soria, e formanti un'associazione di molti paesi chiamata col nome di Mancomunidad de los 150 pueblos, tuttora esistente e funzionante.
Nel 1195 la città fu presa e devastata da Sancho VII di Navarra (Sancho el Fuerte), ma continuò a svilupparsi soprattutto grazie alla sua posizione di frontiera e di nodo stradale che ne facevano un importante centro commerciale. Nel 1256 ottenne il Fuero, cioè lo statuto cittadino col quale il re riconosceva alla città alcune autonomie di governo e la creazione di organi istituzionali propri, che governarono poi la città fino al XIX secolo.
Chi esercitava prevalentemente il commercio era una nutrita colonia di Ebrei insediata nella zona del castello. La riunificazione personale dei regni di Castiglia e Aragona con il matrimonio di Isabella e Ferdinando, eredi rispettivamente delle due corone, e la conseguente nascita del regno di Spagna nel 1479 determinarono la perdita d'importanza di Soria che non fu più terra di frontiera e protagonista della storia.
Un colpo per l'economia della città fu il decreto di espulsione degli Ebrei dalla Spagna emanato dai Re Cattolici nel 1492 che costrinse il gruppo di facoltosi commercianti ad abbandonare affari e città per emigrare all'estero.
Durante la guerra di successione agli inizi del XVIII secolo, Soria sostenne la causa di Filippo V.
Nel 1808 si difese dai Francesi formando un reggimento che combatté ma non riuscì ad evitare che le truppe napoleoniche saccheggiassero la popolazione e incendiassero in parte la città.
La crisi politica sociale ed economica della Spagna dal XIX secolo alla guerra civile del 1936-39 e la dittatura di Francisco Franco pesarono gravemente su Soria, che vide le sue terre spopolarsi per l'emigrazione dei giovani verso l'Europa e le zone industrializzate spagnole e l'invecchiamento della popolazione.
La politica delle autorità locali punta oggi a realizzare un ammodernamento dell'agricoltura e dell'allevamento del bestiame e, soprattutto, ad incrementare il turismo facendo leva sulle bellezze naturali e architettoniche della città e della provincia.
Si provvede perciò a curare la manutenzione dei tanti monumenti medievali e a restaurare i villaggi ormai abbandonati.

### Simboli
Il re raffigurato nello scudo è Alfonso VIII di Castiglia che nacque a Soria; il rosso del campo rappresenta il sangue versato dagli abitanti, soprattutto nelle battaglie di Alarcos, di Las Navas de Tolosa e di Aljubarrota. La più antica testimonianza dello stemma si trova sulla campana di San Gil (datata al primo terzo del XVI secolo), oggi chiesa di Santa Marta la Mayor su cui già si trova il motto della città. A differenza dello stemma ufficiale attualmente in uso, dove del re appare solo il busto, sulla campana di San Gil è rappresentato con il corpo intero mentre esce dalla porta del castello.

## Monumenti e luoghi d'interesse

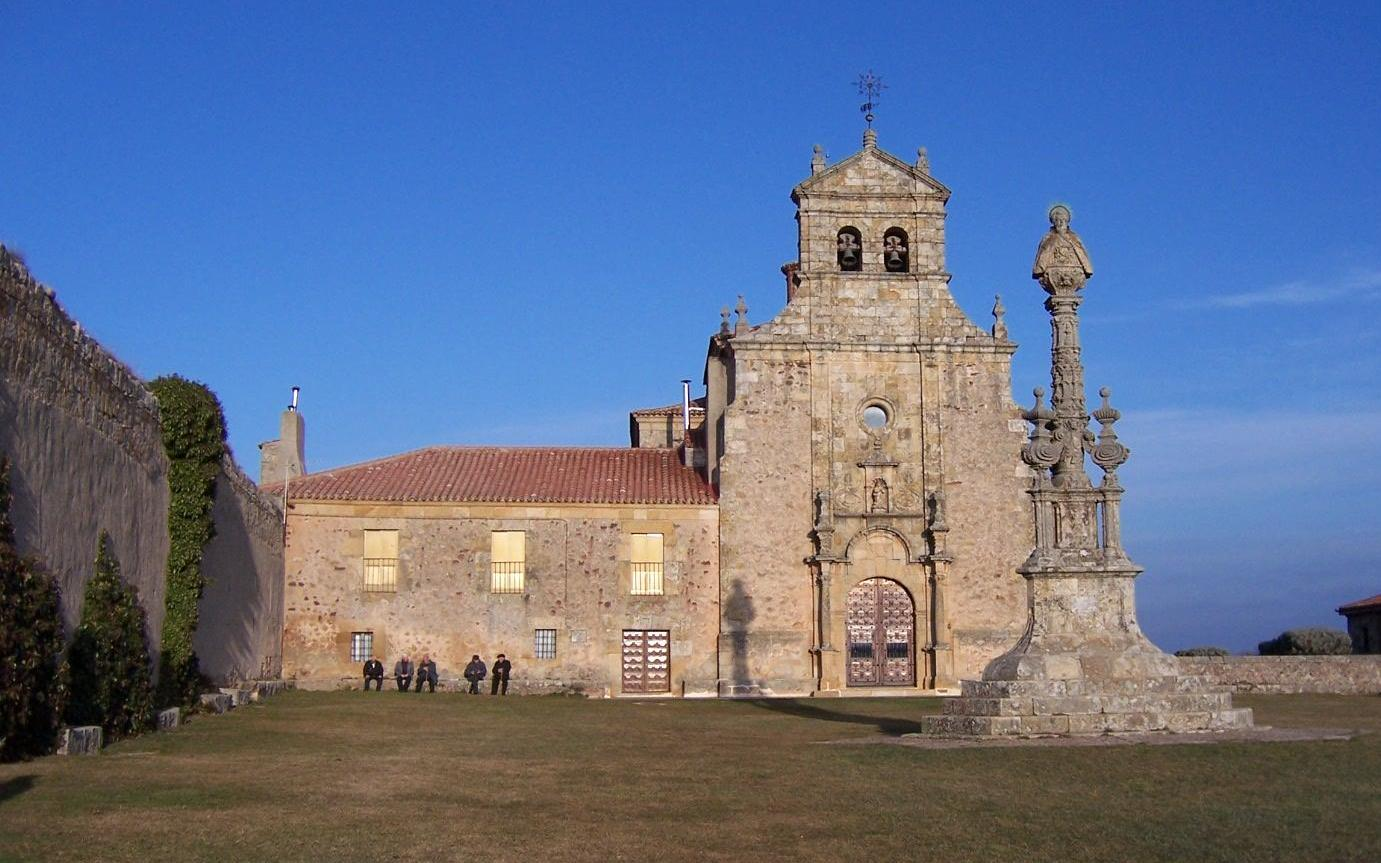
Monastero della Madonna del Mirón

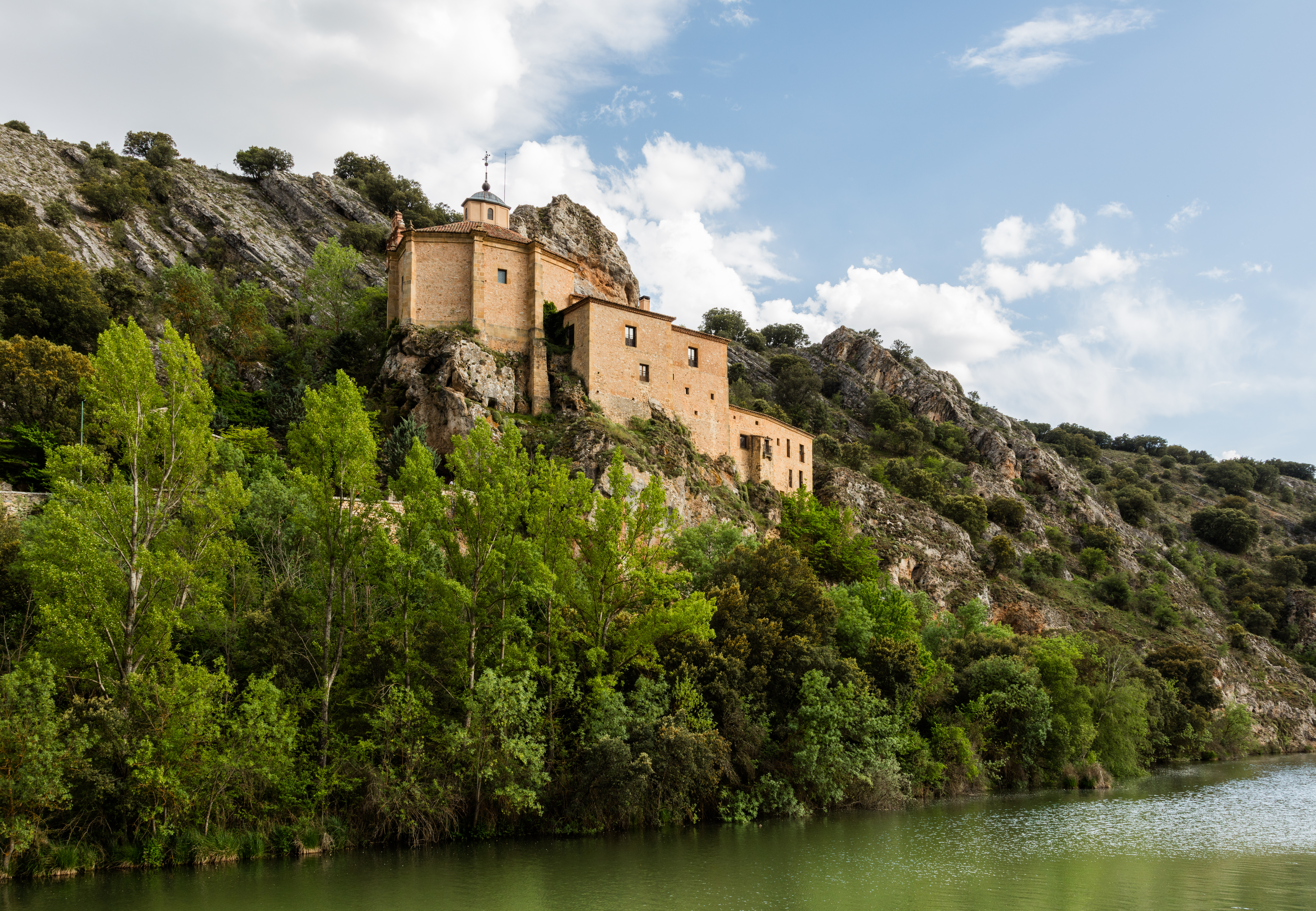
Ermita de San Saturio

Chiesa romanica di San Juan de Duero

- La Plaza Mayor è il centro cittadino con l'Ayuntamiento (municipio) rinascimentale del XVI secolo.
- Palacio de la Audiencia (teatro) del 1739.
- La chiesa del XVI secolo di Nuestra Seňora de la Mayor con portale romanico.
- Iglesia de l'Espino, del XVI secolo.
- San Juan de Rabanera chiesa romanica del XII secolo e molte altre chiese romaniche: Santo Domingo del secolo XIII, San Juan de Duero del XII secolo già convento dei monaci ospedalieri, che conserva un piccolo museo archeologico, San Polo, già monastero eretto dai Templari nel XIII secolo, San Nicolas e San Gines dello stesso secolo.
- Concatedral de San Pedro eretta nei secoli XII-XIII e ricostruita nel XVI.
- Ermita de San Saturio eretta su un roccione nel XVIII secolo.
- Ermita de la Soledad del XVII secolo.
- Palacio de los condes de Gómara (palazzo di giustizia) del 1592.
- I resti del castello medievale che domina la città dall'alto del colle omonimo e di parte delle mura.
- Il Museo Numantino di archeologia neolitica, celtiberica e romana.
- Palacio de Alcantara del Settecento occupato da uffici finanziari.
- Ponte di Pietra (Soria)

### Dintorni
- A 7 km, Numancia, antica città iberica distrutta nel 133 a.C. dal generale romano Publio Cornelio Scipione Emiliano; situata su un colle, di essa rimangono i resti di abitazioni, di condutture sotterranee, di cisterne, di terme e di fortificazioni.
- A 57 km, El Burgo de Osma, piccolo e affascinante paese della valle del Duero.
- A 51 km, Ágreda, paese di montagna ai piedi della Sierra de Moncayo a 941 m s.l.m.; ha un aspetto medievale, con strade strette e mura in parte arabe.

## Cultura

### Feste
- Semana Santa (Pasqua)
- Lavalenguas e La compra secondo e terzo fine settimana di giugno con scampagnata sul Monte de Valonsadero dove si mangia all'aperto, si balla e si corre davanti ai tori liberi.
- Fiestas de San Juan ultima settimana di giugno.
- L'Autunno musicale di Soria (Otoño Musical de Soria) in settembre, con l'esibizione di diverse orchestre.
- Festa di San Saturio, prima settimana di ottobre.

## Economia
L'economia della provincia di Soria si basa sull'agricoltura e sul turismo.

## Amministrazione

### Gemellaggi
- Collioure